# Strijkkwartet (Lutosławski)
De Poolse componist Witold Lutosławski voltooide uiteindelijk slechts één Strijkkwartet. Hij schreef het op verzoek van de Zweedse Omroep voor het LaSalle Kwartet. Hij rondde het werk af in december 1964. Het is een van de eerste werken waarin de componist gebruikmaakt van zijn tweedelige opzet. Het werk bestaat uit een inleiding dat vrij statisch is en een beweeglijker hoofdgedeelte. Het beslaat ongeveer 22 minuten. Lutosławski schreef in het werk veel aleatorische passages. Het LaSalle Kwartet, toen beroemd vanwege hun uitvoeringen binnen de klassieke muziek van de 20e eeuw, keken hun ogen uit, toen zij het werk ontvingen. Er waren wel partijen voor de afzonderlijke instrumenten, maar door de vele vrije passages was het de componist nog niet gelukt een partituur (alle stemmen maat voor maat onder elkaar) op te leveren. Dat gebeurde pas later door de vrouw van de componist. 